# Marth
Marth település Németországban, azon belül Türingiában. Lakosainak száma 310 fő (2023. december 31.).

## Népesség
A település népességének változása:
| Lakosok száma | 326  | 338  | 326  | 321  | 310  |
|               | 2017 | 2019 | 2021 | 2022 | 2023 |